# Game On (Britse televisieserie)
Game On is een Britse komedieserie die werd bedacht en geschreven door Bernadette Davis en Andrew Davies, met in de hoofdrollen Ben Chaplin, Matthew Cottle en Samantha Janus. Na het eerste seizoen verliet Chaplin het programma en zijn rol werd overgenomen door Neil Stuke. De sitcom werd van februari 1995 tot en met februari 1998 uitgezonden op BBC2. In Nederland werd het programma eveneens uitgezonden.

## Verhaal
De serie gaat over drie jeugdvrienden van in de twintig, die samen in een Londense flat wonen. Het appartement is eigendom van Matt Malone (gespeeld door Chaplin, later Stuke), die het heeft gekocht van de erfenis van zijn ouders. Omdat zij zijn omgekomen bij een auto-ongeluk, lijdt Matt aan straatvrees en gaat hij vrijwel nooit meer de deur uit. Wanneer zijn vrienden Mandy Wilkins (Janus) en Martin Henson (Cottle) aan het werk zijn, leeft Matt thuis in een fantasiewereld, waarin hij vrouwen versiert en heldhaftige dingen doet, al houdt hij er ook van om soaps te kijken en de buren te bespioneren. Zijn timide huisgenoot en bankmedewerker Martin kijkt tegen Matt op. Hij baalt ervan dat hij nog maagd is en hij wordt door Matt als sloofje behandeld. Deze drijft al zijn hele leven de spot met Martin, onder andere vanwege zijn rode haar, en laat hem constant thee voor hem zetten. De derde hoofdpersoon Mandy is een vriendin van Martins oudere zus. Ze is afgestudeerd aan de universiteit en wil iets van haar leven maken, maar ze komt niet verder dan baantjes als secretaresse en steekt zich geregeld in de schulden. In tegenstelling tot haar huisgenoten heeft zij een actief seksleven, hetgeen inhoudt dat ze van de ene man naar de andere gaat, een levensstijl waar ze evenmin voldoening uit haalt.

## Rolverdeling
| Acteur         | Personage     | Opmerking      |
| -------------- | ------------- | -------------- |
| Ben Chaplin    | Matt Malone   | Seizoen 1      |
| Neil Stuke     | Matt Malone   | Seizoen 2 en 3 |
| Matthew Cottle | Martin Henson |                |
| Samantha Janus | Mandy Wilkins |                |

## Afleveringen
Seizoen 1
| Afl.  | Titel                                   | Uitgezonden      |
| ----- | --------------------------------------- | ---------------- |
| 1 (1) | Big Wednesday                           | 27 maart 1995    |
| 2 (2) | Working Girls                           | 27 februari 1995 |
| 3 (3) | The Great Escape                        | 20 maart 1995    |
| 4 (4) | Bad Timing                              | 13 maart 1995    |
| 5 (5) | Matthew – A Suitable Case for Treatment | 6 maart 1995     |
| 6 (6) | Fame                                    | 10 april 1995    |

Seizoen 2
| Afl.   | Titel                                                 | Uitgezonden       |
| ------ | ----------------------------------------------------- | ----------------- |
| 1 (7)  | Roundheads & Cavaliers                                | 16 september 1996 |
| 2 (8)  | Slime Surfers & Jissom Monkeys                        | 23 september 1996 |
| 3 (9)  | Double Hard Bastards & Girly Shirt-lifting Tosspieces | 30 september 1996 |
| 4 (10) | Heavy Bondage & Custard Creams                        | 7 oktober 1996    |
| 5 (11) | Tangerine Candyfloss & Herne Bay Rock                 | 14 oktober 1996   |
| 6 (12) | Bruce Willis & Robert De Niro Holding a Fish          | 21 oktober 1996   |

Seizoen 3
| Afl.   | Titel                      | Uitgezonden     |
| ------ | -------------------------- | --------------- |
| 1 (13) | Palms, Pigs and Bad Debts  | 2 januari 1998  |
| 2 (14) | Martin's Baby              | 9 januari 1998  |
| 3 (15) | Marines and Vacuum Cleaner | 16 januari 1998 |
| 4 (16) | Crabs                      | 23 januari 1998 |
| 5 (17) | Laura                      | 30 januari 1998 |
| 6 (18) | Wedding Day                | 6 februari 1998 |